# マイラ・アンドラーデ
マイラ・アンドラーデ（Mayra Andrade、1985年2月13日 - ）はフランスのパリで居住、活動しているカーボベルデの歌手である。
アンドラーデはキューバのハバナで生まれたが、セネガル、アンゴラ、ドイツなどで育った。しかし、彼女は一年のうち約2ヶ月をカーボベルデのサンティアゴ島で費やしている。彼女が記憶している最初に歌った曲は、ブラジルのミュージシャン、カエターノ・ヴェローゾによるオ・レオンジーニョであり、彼女は音楽的影響について言及している。アンドラーデは10代の時からしばしば公演し、2001年にはフランス語圏競技大会のソングライティング・コンテストに16歳で優勝し 、17歳の時にパリでボイスレッスンを始めた。この間、彼女は作曲家のオルランド・パンテラに出会い、彼と共作した。さらにアンドラーデはミンデロやプライアなどのカーボベルデの都市や、リスボンさえもを含むポルトガル語を話す諸地域で公演し始めた。2007年に彼女はPreis der Deutschen Schallplattenkritik (英語: German Record Critics Award) を獲得した。彼女はまた2008年にBBC Radio 3 Awards for World Music をも獲得した。

## ディスコグラフィー

### アルバム
- 2006 - Navega - ナヴェガ～航海
- 2009 - Storia, storia - ストーリア、ストーリア (むかし、むかし)
- 2010 - Studio 105
- 2013 - Lovely Difficult - 緑の風、愛の言葉

## 脚註
1. 1 2 3  “Mayra Andrade, voice of Cape Verde”. The Sunday Times (News International). (2008年3月26日) 2008年4月11日閲覧。 {{cite news}}: |first=を指定する場合、|last=も指定してください。 (説明)⚠
2. 1 2  Lusk, Jon. “Mayra Andrade”. BBC Radio 3.  BBC. 2008年4月11日閲覧。
3. 1 2 3  Brown, Helen (2007年9月27日). “Mayra Andrade: Beats on a collarbone”. The Daily Telegraph 2008年4月11日閲覧。
4. 1 2  Gutierrez, Evan C.. “Biography”. allmusic.  All Media Guide. 2012年8月2日閲覧。